# Angerona aureocincta
Angerona aureocincta är en fjärilsart som beskrevs av Charles Oberthür 1912. Angerona aureocincta ingår i släktet Angerona och familjen mätare. Inga underarter finns listade i Catalogue of Life.